# Матричная квантовая механика
Матричная квантовая механика (матричная механика) — это формулировка квантовой механики, созданная Вернером Гейзенбергом, Максом Борном и Паскуалем Йорданом в 1925 году. Матричная квантовая механика была первой концептуально автономной и логически непротиворечивой формулировкой квантовой механики. Её описание квантовых скачков заменило модель Бора для электронных орбит. Это было сделано путём интерпретации физических свойств частиц как матриц, которые эволюционируют во времени. Матричная механика эквивалентна волновой формулировке Шрёдингера квантовой механики на основе теоремы Риса — Фишера, как это проявляется в обозначениях бра и кет Дирака.
В отличие от волновой формулировки, в матричной механике получают спектры операторов (в основном энергетических) чисто алгебраическими методами лестничных операторов. Опираясь на эти методы, Вольфганг Паули получил спектр атома водорода в 1926 году до развития волновой механики.

## Развитие матричной механики
В 1925 году Вернер Гейзенберг, Макс Борн и Паскуаль Йордан сформулировали матричную квантовую механику.

### Этап возникновения в Гельголанде
В 1925 году Вернер Гейзенберг работал в Геттингене над проблемой расчёта спектральных линий водорода. К маю 1925 года он пытался описывать атомные системы только с помощью наблюдаемых. 7 июня, чтобы избежать последствий острого приступа сенной лихорадки, Гейзенберг уехал на свободный от пыльцы остров Гельголанд в Северном море. Находясь там, в перерывах между восхождением и заучиванием стихов из «Западно-восточного дивана» Гёте, он продолжал размышлять о спектральной проблеме и в конце концов понял, что принятие некоммутирующих наблюдаемых может решить проблему. Позже он написал:
Было около трёх часов ночи, когда передо мной предстал окончательный результат расчёта. Сначала я был глубоко потрясён. Я был так взволнован, что не мог думать о сне. Поэтому я вышел из дома и стал ждать восхода солнца на вершине скалы.

### Три фундаментальные статьи
После того как Гейзенберг вернулся в Геттинген, он показал Вольфгангу Паули свои расчёты, отметив однажды:
Для меня всё ещё смутно и неясно, но кажется, что электроны больше не будут двигаться по орбитам.
9 июля Гейзенберг передал ту же бумагу со своими расчётами Максу Борну, заявив, что «он написал сумасшедшую статью и не осмелился отправить её для публикации, и что Борн должен прочитать её и дать ему совет» до публикации. Затем Гейзенберг ненадолго ушёл, оставив Борна анализировать статью.
В статье Гейзенберг сформулировал квантовую теорию без чётких электронных орбит. Хендрик Крамерс ранее рассчитал относительные интенсивности спектральных линий в модели Зоммерфельда, интерпретируя коэффициенты Фурье орбит как интенсивности. Но его ответ, как и все другие расчёты в старой квантовой теории, был верным только для больших орбит.
Гейзенберг после сотрудничества с Крамерсом начал понимать, что вероятности перехода не являются вполне классическими величинами, поскольку в ряд Фурье должны входить только частоты, наблюдаемые в квантовых скачках, а не вымышленные, которые приходят из Фурье-анализа точных классических орбит. Он заменил классический ряд Фурье матрицей коэффициентов, нечётким квантовым аналогом ряда Фурье. Классически коэффициенты Фурье дают интенсивность испускаемого излучения, поэтому в квантовой механике величина матричных элементов оператора координаты была интенсивностью излучения в спектре ярких линий. Величины в формулировке Гейзенберга были классическими координатой и импульсом, но теперь они уже не были чётко определены. Каждая величина была представлена набором коэффициентов Фурье с двумя индексами, соответствующими начальному и конечному состояниям.
Когда Борн прочитал статью, он понял, что формулировку можно расшифровать и распространить на систематический язык матриц, который он изучал под руководством Якоба Росанеса в университете Бреслау. Борн с помощью своего помощника и бывшего ученика Паскуаля Йордана немедленно начал делать её разбор и расширение, и они представили свои результаты для публикации; статья была получена для публикации всего через 60 дней после статьи Гейзенберга.
Последующая статья была представлена для публикации до конца года всеми тремя авторами (Краткий обзор роли Борна в развитии матричной механики вместе с обсуждением ключевой формулы, включающей некоммутативность амплитуд вероятности, можно найти в статье Джереми Бернштейна. Подробный исторический и технический отчёт можно найти в книге Мехры и Рехенберга «Историческое развитие квантовой теории». Том 3. Формулировка матричной механики и её модификаций 1925—1926 гг.)
Три фундаментальные статьи:
- W. Heisenberg, Über quantentheoretische Umdeutung kinematischer und mechanischer Beziehungen, Zeitschrift für Physik, 33, 879-893, 1925 (received July 29, 1925).  [English translation in: B. L. van der Waerden, editor, Sources of Quantum Mechanics  (Dover Publications, 1968) ISBN 0-486-61881-1  (English title:  Quantum-Theoretical Re-interpretation of Kinematic and Mechanical Relations).]
- M. Born and P. Jordan, Zur Quantenmechanik, Zeitschrift für Physik, 34, 858-888, 1925 (received September 27, 1925).  [English translation in: B. L. van der Waerden, editor, Sources of Quantum Mechanics   (Dover Publications, 1968) ISBN 0-486-61881-1 (English title: On Quantum Mechanics).]
- M. Born, W. Heisenberg, and P. Jordan, Zur Quantenmechanik II, Zeitschrift für Physik, 35, 557-615, 1926 (received November 16, 1925).  [English translation in: B. L. van der Waerden, editor, Sources of Quantum Mechanics (Dover Publications, 1968) ISBN 0-486-61881-1 (English title: On Quantum Mechanics II).]

До этого времени физики редко использовали матрицы; они считались принадлежащими к сфере чистой математики. Густав Ми использовал их в статье по электродинамике в 1912 году, а Борн использовал их в своей работе по теории решёток кристаллов в 1921 году. Хотя в этих случаях использовались матрицы, алгебра матриц с их умножением не входила в картину, как в матричной формулировке квантовой механики.
Борн, однако, изучил матричную алгебру у Розанеса, как уже отмечалось, но Борн также изучил гильбертову теорию интегральных уравнений и квадратичных форм для бесконечного числа переменных, как видно из цитаты Борна из работы Гильберта Grundzüge einer allgemeinen Theorie der. Linearen Integralgleichungen опубликованой в 1912 году.
Йордан тоже был хорошо подготовлен для этой задачи. В течение ряда лет он был помощником Ричарда Куранта в Геттингене во время подготовки книги Куранта и Давида Гильберта "Методы математической физики I, которая была опубликована в 1924 году. Эта книга, к счастью, содержала множество математических инструментов, необходимых для дальнейшего развития квантовой механики.
В 1926 году Джон фон Нейман стал помощником Давида Гильберта и ввёл термин «гильбертово пространство» для описания алгебры и анализа, которые использовались при разработке квантовой механики.
Ключевой вклад в эту формулировку был сделан Дираком в 1925 году в статье о переинтерпретации/синтезе, в которой были изобретены язык и структура, обычно используемые сегодня, в полной мере демонстрирующие некоммутативную структуру всей конструкции.

### Рассуждения Гейзенберга
До появления матричной механики старая квантовая теория описывала движение частицы по классической орбите с чётко определённым положением и импульсом X(t), P(t) с тем ограничением, что интеграл по времени за один период T от импульса, умноженного на скорость, должен быть целым положительным числом, кратным постоянной Планка
{\displaystyle \int _{0}^{T}P\;{dX \over dt}\;dt=\int _{0}^{T}P\;dX=nh}.
Хотя это ограничение правильно выбирает орбиты с более или менее правильными значениями энергии En, старый квантово-механический формализм не описывал процессы, зависящие от времени, такие как испускание или поглощение излучения.
Когда классическая частица слабо связана с полем излучения, так что радиационным затуханием можно пренебречь, она будет излучать излучение по схеме, повторяющейся каждый период обращения. Частоты, составляющие излучаемую волну, тогда кратны орбитальной частоте, и это является отражением того факта, что X(t) периодична, так что её представление Фурье имеет только частоты 2πn/T.
{\displaystyle X(t)=\sum _{n=-\infty }^{\infty }e^{2\pi int/T}X_{n}}.
Коэффициенты Xn являются комплексными числами. Те, у которых отрицательные частоты, должны быть комплексно-сопряжёнными к величинам с положительными частотами, так что X(t) всегда будет действительной,
{\displaystyle X_{n}=X_{-n}^{*}} .
С другой стороны, квантовомеханическая частица не может непрерывно излучать, она может испускать только фотоны. Предполагая, что квантовая частица стартовала на орбите номер n, испустила фотон, а затем оказалась на орбите номер m, получаем, что энергия фотона равна разности энергий энергетических уровней En−Em, что означает, что его частота равна (En−Em)/h.
Для больших номеров n и m, но при относительно малых n−m это классические частоты по принципу соответствия Бора
{\displaystyle E_{n}-E_{m}\approx h(n-m)/T} .
В приведённой выше формуле T — классический период либо орбиты n, либо орбиты m, поскольку разница между ними имеет более высокий порядок по h. Но для малых n и m или для больших n − m частоты не являются целыми кратными любой отдельной частоты.
Поскольку частоты, которые излучает частица, совпадают с частотами в описании Фурье её движения, что-то в зависящем от времени описании частицы меняется с частотой (En−Em)/h. Гейзенберг назвал эту величину Xnm и потребовал, чтобы она сводилась к классическим коэффициентам Фурье в классическом пределе. Для больших значений n, m, но с относительно малым n − m , Xnm является (n−m)-м коэффициентом Фурье классического движения на орбите n. Поскольку Xnm имеет частоту, противоположную Xmn, то условие вещественности X принимает вид
{\displaystyle X_{nm}=X_{mn}^{*}} .
По определению, Xnm имеет только частоту (En−Em)/h, поэтому его эволюция во времени проста:
{\displaystyle X_{nm}(t)=e^{2\pi i(E_{n}-E_{m})t/h}X_{nm}(0)} .
Это исходная форма уравнения движения Гейзенберга.
Имея две матрицы Xnm и Pnm, описывающие две физические величины, Гейзенберг мог бы сформировать новую матрицу того же типа, комбинируя члены XnkPkm, которые также колеблются с нужной частотой. Поскольку коэффициенты Фурье произведения двух величин представляют собой свёртки коэффициентов Фурье каждой из них в отдельности, соответствие рядам Фурье позволило Гейзенбергу вывести правило, по которому следует вычислять произведение матриц
{\displaystyle (XP)_{mn}=\sum _{k=0}^{\infty }X_{mk}P_{kn}} .
Борн указал, что это закон умножения матриц, так что положение, импульс, энергия, все наблюдаемые величины в теории интерпретируются как матрицы. Согласно этому правилу произведение зависит от порядка матриц: XP отличается от PX.
Матрица X — это полное описание движения квантовомеханической частицы. Поскольку частоты при квантовом движении не кратны общей частоте, матричные элементы нельзя интерпретировать как коэффициенты Фурье точной классической траектории. Тем не менее, как матрицы X(t) и P(t) удовлетворяют классическим уравнениям движения; см. также теорему Эренфеста ниже.

### Основные свойства матриц
Когда Вернер Гейзенберг, Макс Борн и Паскуаль Йордан представили матричную механику в 1925 году, её не сразу приняли, и она поначалу вызывала споры. Более позднее описание Шрёдингером волновой механики получило большую поддержку.
Частично причина заключалась в том, что формулировка Гейзенберга была на странном для того времени математическом языке, тогда как формулировка Шрёдингера основывалась на знакомых волновых уравнениях. Но была и более глубокая социологическая причина. Квантовая механика развивалась двумя путями: одним из них руководил Эйнштейн, который подчёркивал дуализм волны и частицы, который он предложил для фотонов, а другой возглавлял Бор, который выделял дискретные энергетические состояния и квантовые скачки, открытые Бором. Де Бройль воспроизвёл дискретные энергетические состояния в рамках теории Эйнштейна — квантовое состояние — это состояние стоячей волны, и это дало сторонникам школы Эйнштейна надежду на то, что все дискретные аспекты квантовой механики будут включены в непрерывную волновую механику.
С другой стороны, матричная механика появилась из школы Бора, занимавшейся дискретными энергетическими состояниями и квантовыми скачками. Последователи Бора не оценили физические модели, которые изображали электроны как волны или вообще как что-либо. Они предпочли сосредоточиться на величинах, непосредственно связанных с экспериментами.
В атомной физике спектроскопия предоставила наблюдательные данные об атомных переходах, возникающих при взаимодействии атомов с квантами света. Последователи Бора требовали, чтобы в теории фигурировали только те величины, которые в принципе могут быть измерены в спектроскопии. Эти величины включают уровни энергии и интенсивности спектральных линий, но не включают точное положение частицы на её боровской орбите. Очень трудно представить эксперимент, который мог бы определить, находится ли электрон в основном состоянии атома водорода справа или слева от ядра. Было глубокое убеждение, что на такие вопросы нет ответа.
Матричная формулировка была построена на предпосылке, что все физические наблюдаемые представлены матрицами, элементы которых индексируются двумя разными уровнями энергии. В конечном итоге под набором собственных значений матрицы понимали набор всех возможных значений, которые может иметь наблюдаемая. Поскольку матрицы Гейзенберга эрмитовы, собственные значения вещественны.
При измерении наблюдаемой результатом является определённое собственное значение, соответствующий собственному вектору представляющему собой состояние системы сразу после измерения. Акт измерения в матричной механике «коллапсирует» состояние системы. Если одновременно измеряются две наблюдаемые, состояние системы коллапсирует до общего собственного вектора двух наблюдаемых. Поскольку у большинства матриц нет общих собственных векторов, большинство наблюдаемых никогда не могут быть точно измерены одновременно. Это принцип неопределенности.
Если две матрицы имеют общие собственные векторы, то их можно одновременно диагонализовать. В базисе, где они обе диагональные, их произведение не зависит от их порядка, потому что умножение диагональных матриц — это просто умножение чисел. Принцип неопределенности, напротив, является выражением того факта, что часто две матрицы A и B не всегда коммутируют, то есть что AB − BA не обязательно равно 0. Фундаментальное коммутационное соотношение матричной механики,
{\displaystyle \sum _{k}(X_{nk}P_{km}-P_{nk}X_{km})={ih \over 2\pi }~\delta _{nm}}
означает, что нет состояний, которые одновременно имеют определённое положение и импульс.
Этот принцип неопределенности справедлив и для многих других пар наблюдаемых. Например, энергия также не коммутирует с координатой, поэтому невозможно точно определить положение и энергию электрона в атоме.

### Нобелевская премия
В 1928 году Альберт Эйнштейн выдвинул Гейзенберга, Борна и Йордана на Нобелевскую премию по физике. Объявление Нобелевской премии по физике за 1932 г. было отложено до ноября 1933 года. Именно тогда было объявлено, что Гейзенберг получил премию за 1932 г. «за создание квантовой механики, применение которой привело, среди прочего, к открытию аллотропных форм водорода», а Эрвин Шредингер и Поль Адриен Морис Дирак разделили премию 1933 года «за открытие новых производительных форм атомной теории».
Можно задаться вопросом, почему Борн не был удостоен премии в 1932 г. вместе с Гейзенбергом, и Бернштейн высказывает предположения по этому поводу. Одно из них касается вступления Йордана в нацистскую партию 1 мая 1933 года и становления штурмовиком. Партийная принадлежность Йордана и связи Йордана с Борном вполне могли повлиять на шансы Борна на получение премии в то время. Бернштейн далее отмечает, что, когда Борн, наконец, получил премию в 1954 году, Йордан был ещё жив, а премия была присуждена за статистическую интерпретацию квантовой механики, приписываемую только Борну.
Сообщение Гейзенберга Борну на получение Гейзенбергом премию за 1932 год, и то, что Борн получил премию в 1954 году, также поучительна для оценки того, должен ли Борн разделить премию с Гейзенбергом. 25 ноября 1933 года Борн получил письмо от Гейзенберга, в котором он сказал, что задержался с письмом из-за «нечистой совести», что он один получил премию «за работу, проделанную в Геттингене в сотрудничестве — вы, Йордан и я.» Далее Гейзенберг сказал, что вклад Борна и Йордана в квантовую механику не может быть изменён «неправильным решением извне».
В 1954 году Гейзенберг написал статью, посвященную Максу Планку о его озарении в 1900 году. В статье Гейзенберг отдал должное Борну и Йордану за окончательную математическую формулировку матричной механики, а затем Гейзенберг подчеркнул, насколько велик их вклад в квантовую механику, который «не получил должного признания в глазах общественности».

## Математическое развитие
Как только Гейзенберг ввёл матрицы для X и P, он смог найти их матричные элементы в особых случаях методом догадок, руководствуясь принципом соответствия. Поскольку матричные элементы являются квантово-механическими аналогами коэффициентов Фурье классических орбит, простейшим случаем является гармонический осциллятор, где классические координата и импульс X(t) и P(t) синусоидальны.

### Гармонический осциллятор
В единицах, где масса и частота осциллятора равны единице (см. обезразмеривание), энергия осциллятора равна
{\displaystyle H={1 \over 2}(P^{2}+X^{2})~.}
Множество уровня H — это орбиты направленные по часовой стрелке, и они представляют собой вложенные окружности в фазовом пространстве. Классическая орбита с энергией E равна
{\displaystyle X(t)={\sqrt {2E}}\cos(t),\qquad P(t)=-{\sqrt {2E}}\sin(t)~.}
Старая квантовая теория диктует условие, что интеграл от P dX по орбите, которая является площадью круга в фазовом пространстве, должен быть целым числом, кратным постоянной Планка. Площадь круга радиуса √2E равна 2πE. Так энергия
{\displaystyle E={nh \over 2\pi }~,}
задана в натуральных единицах, где ħ = 1, является целым числом.
Фурье-компоненты X(t) и P(t) упрощаются, тем более, если они объединены в величины
{\displaystyle A(t)=X(t)+iP(t)={\sqrt {2E}}\,e^{-it},\quad A^{\dagger }(t)=X(t)-iP(t)={\sqrt {2E}}\,e^{it}} .
Обе величины A и A† имеют только одну частоту, а X и P можно восстановить из их суммы и разности.
Поскольку A(t) имеет классический ряд Фурье только с наименьшей частотой, а матричный элемент Amn является (m − n) -м коэффициентом Фурье классической орбиты, матрица для A отлична от нуля только на позициях над диагонали, где она принимает значения √2En. Матрица для A† также отлична от нуля только на позициях ниже диагонали с теми же элементами.
Таким образом, из A и A† можно записать выражения для координаты
{\displaystyle {\sqrt {2}}X(0)={\sqrt {\frac {h}{2\pi }}}\;{\begin{bmatrix}0&{\sqrt {1}}&0&0&0&\cdots \\{\sqrt {1}}&0&{\sqrt {2}}&0&0&\cdots \\0&{\sqrt {2}}&0&{\sqrt {3}}&0&\cdots \\0&0&{\sqrt {3}}&0&{\sqrt {4}}&\cdots \\\vdots &\vdots &\vdots &\vdots &\vdots &\ddots \\\end{bmatrix}},}
и импульса
{\displaystyle {\sqrt {2}}P(0)={\sqrt {\frac {h}{2\pi }}}\;{\begin{bmatrix}0&-i{\sqrt {1}}&0&0&0&\cdots \\i{\sqrt {1}}&0&-i{\sqrt {2}}&0&0&\cdots \\0&i{\sqrt {2}}&0&-i{\sqrt {3}}&0&\cdots \\0&0&i{\sqrt {3}}&0&-i{\sqrt {4}}&\cdots \\\vdots &\vdots &\vdots &\vdots &\vdots &\ddots \\\end{bmatrix}},}
которые с точностью до множителя являются матрицами Гейзенберга для гармонического осциллятора. Обе матрицы эрмитовы, так как построены из коэффициентов Фурье действительных величин.
Поиск временной зависимости X(t) и P(t) упрощается, поскольку они являются квантовыми коэффициентами Фурье, поэтому их эволюция со временем описывается выражениями
{\displaystyle X_{mn}(t)=X_{mn}(0)e^{i(E_{m}-E_{n})t},\quad P_{mn}(t)=P_{mn}(0)e^{i(E_{m}-E_{n})t}~.}
Произведение матриц X и P не эрмитова матрица, а имеет действительную и мнимую части. Действительная часть составляет половину симметричного выражения XP + PX, а мнимая часть пропорциональна коммутатору
{\displaystyle [X,P]=(XP-PX)} .
Можно прямой подстановкой проверить, что XP − PX в случае гармонического осциллятора равно iħ, умноженному на единицу.
Аналогично несложно проверить, что матрица
{\displaystyle H={1 \over 2}(X^{2}+P^{2})}
диагональная с собственными значениями Ei.

### Сохранение энергии
Квантовое описание гармонического осциллятора является важным практическим примером. Найти матрицы проще, чем определить общие условия для этих специальных форм. По этой причине Гейзенберг исследовал ангармонический осциллятор с гамильтонианом
{\displaystyle H={1 \over 2}P^{2}+{1 \over 2}X^{2}+\epsilon X^{3}~.}
В таком случае X и P больше не являются простыми недиагональными матрицами, поскольку соответствующие классические орбиты слегка сжаты и смещены, так что они имеют коэффициенты Фурье на каждой классической частоте. Чтобы определить матричные элементы, Гейзенберг потребовал, чтобы классические уравнения движения подчинялись матричным уравнениям:
{\displaystyle {dX \over dt}=P\quad {dP \over dt}=-X-3\epsilon X^{2}~.}
Он заметил, что если бы это удалось сделать, то H, рассматриваемая как матричная функция от X и P, имела бы нулевую производную по времени.
{\displaystyle {dH \over dt}=P*{dP \over dt}+(X+3\epsilon X^{2})*{dX \over dt}=0~,}
где A∗B — антикоммутатор,
{\displaystyle A*B={1 \over 2}(AB+BA)~} .
Учитывая, что все недиагональные элементы имеют ненулевую частоту; постоянная H означает, что H — диагональная. Гейзенберг понял, что в этой системе энергия может точно сохраняться в произвольной квантовой системе, что было очень обнадёживающим признаком.
Процесс испускания и поглощения фотонов, казалось, требовал, чтобы закон сохранения энергии в лучшем случае работал в среднем. Если волна, содержащая ровно один фотон, проходит через несколько атомов, и один из них поглощает её, то этот атом должен сказать остальным, что они больше не могут поглощать фотон. Но если атомы находятся далеко друг от друга, любой сигнал не может вовремя достичь других атомов, и они в любом случае могут поглотить один и тот же фотон и рассеять энергию в окружающую среду. Когда сигнал достигнет их, другие атомы должны будут каким-то образом вернуть эту энергию. Этот парадокс заставил Бора, Крамерса и Слэтера отказаться от точного сохранения энергии. Формализм Гейзенберга, расширенный на электромагнитное поле, явно собирался обойти эту проблему, намекая на то, что интерпретация теории будет включать коллапс волновой функции.

### Трюк с дифференцированием — канонические коммутационные соотношения
Требование сохранения классических уравнений движения не является достаточно сильным условием для определения матричных элементов. Поскольку постоянная Планка не фигурирует в классических уравнениях, то матрицы можно построить для многих различных значений ħ и по-прежнему удовлетворить уравнениям движения, но с разными уровнями энергии.
Итак, чтобы реализовать свою программу, Гейзенбергу нужно было использовать старое квантовое условие, чтобы зафиксировать уровни энергии, затем заполнить матрицы коэффициентами Фурье классических уравнений, затем немного изменить матричные коэффициенты и уровни энергии, чтобы убедиться, что классические уравнения выполняются. Этот подход не устраивает, поскольку старые квантовые условия относятся к области, ограниченной точными классическими орбитами, которых нет в новом формализме.
Самое важное, что открыл Гейзенберг, — показал способ перевести старое квантовое условие в простое утверждение матричной механики.
Для этого он исследовал интеграл действия как матричную величину,
{\displaystyle \int _{0}^{T}\sum _{k}P_{mk}(t){dX_{kn} \over dt}dt\,\,{\stackrel {\scriptstyle ?}{\approx }}\,\,J_{mn}~.}
С этим интегралом связано несколько проблем, и все они происходят из-за несовместимости матричного формализма со старой картиной орбит. Какой период T следует использовать? Полуклассически это должно быть либо m, либо n, но разница соответствует по порядку ħ, и ищется ответ в том же порядке точности по ħ. Квантовое условие говорит нам, что Jmn равно 2πn по диагонали, поэтому тот факт, что J является классически постоянным, говорит нам, что недиагональные элементы равны нулю.
Его решающее открытие состояло в том, чтобы дифференцировать квантовое состояние по отношению к n. Эта идея имеет полный смысл только в классическом пределе, где n — не целое число, а непрерывная переменная действия J, но Гейзенберг проделал аналогичные манипуляции с матрицами, где промежуточными выражениями иногда являются дискретные разности, а иногда — производные.
В дальнейшем, для ясности, дифференцирование будет производиться по классическим переменным, а переход к матричной механике будет осуществлен после него, руководствуясь принципом соответствия.
В классической постановке производная является полной производной по J от интеграла, который определяет J, поэтому она в точности равна 1.
{\displaystyle {d \over dJ}\int _{0}^{T}PdX=1}
{\displaystyle =\int _{0}^{T}dt\left({dP \over dJ}{dX \over dt}+P{d \over dJ}{dX \over dt}\right)=\int _{0}^{T}dt\left({dP \over dJ}{dX \over dt}-{dP \over dt}{dX \over dJ}\right)\,}
где производные dP/dJ и dX/dJ следует интерпретировать как разности по J в соответствующие моменты времени на близких орбитах, что можно получить, если продифференцировать коэффициенты Фурье орбитального движения. (Эти производные симплектически ортогональны в фазовом пространстве производным по времени dP/dt и dX/dt).
Окончательное выражение уточняется введением канонически сопряжённой с J переменной, называемой угловой переменной θ: Производная по времени есть производная по θ с точностью до множителя 2πT,
{\displaystyle {2\pi  \over T}\int _{0}^{T}dt\left({dp \over dJ}{dX \over d\theta }-{dP \over d\theta }{dX \over dJ}\right)=1\,.}
Таким образом, квантовый интеграл условия представляет собой среднее значение за один цикл скобки Пуассона X и P.
Аналогичное дифференцирование ряда Фурье функции PdX показывает, что все недиагональные элементы скобки Пуассона равны нулю. Скобка Пуассона двух канонически сопряжённых переменных, таких как X и P, принимает постоянное значение 1, поэтому этот интеграл действительно является средним значением 1; так что это 1, как мы знали всё это время, потому что это, в конце концов, dJ/dJ. Но Гейзенберг, Борн и Йордан, в отличие от Дирака, не были знакомы с теорией скобок Пуассона, поэтому для них дифференцирование эффективно оценивало {X, P} в координатах J, θ.
Скобка Пуассона, в отличие от интеграла действия, имеет простой способ перевода в матричную механику — обычно она соответствует мнимой части произведения двух переменных, коммутатору.
Чтобы убедиться в этом, нужно исследовать (антисимметризованное) произведение двух матриц A и B в пределе соответствия, где элементы матрицы являются медленно меняющимися функциями индекса, имея в виду, что в классическом случае ответ равен нулю.
В пределе соответствия, когда индексы m, n большие и близкие, а k, r малы, скорость изменения матричных элементов в диагональном направлении есть матричный элемент J- производной соответствующей классической величины. Таким образом, можно сдвинуть любой элемент матрицы по диагонали, используя соответствие,
{\displaystyle A_{(m+r)(n+r)}-A_{mn}\approx r\;\left({dA \over dJ}\right)_{mn}\,}
где правая часть на самом деле представляет собой только (m — n)-ю компоненту Фурье dA/dJ на орбите вблизи m до этого квазиклассического порядка, а не полную чётко определённую матрицу.
Квазиклассическая производная по времени матричного элемента получается с точностью до коэффициента i путём умножения на расстояние от диагонали,
{\displaystyle ikA_{m(m+k)}\approx \left({T \over 2\pi }{dA \over dt}\right)_{m(m+k)}=\left({dA \over d\theta }\right)_{m(m+k)}\,.}
так как коэффициент Am(m+k) является квазиклассически k'-м коэффициентом Фурье m-й классической орбиты.
Мнимую часть произведения A и B можно оценить путём сдвига элементов матрицы таким образом, чтобы воспроизвести классический ответ, который равен нулю.
Затем ведущий ненулевой остаток полностью определяется сдвигом. Поскольку все матричные элементы находятся в индексах, которые находятся на небольшом расстоянии от положения большого индекса (m, m), полезно ввести два временных обозначения: A[r,k] = A(m+r)(m+k) для матриц и (dA/dJ)[r] для r-х компонент Фурье классических величин,
{\displaystyle (AB-BA)[0,k]=\sum _{r=-\infty }^{\infty }\left(A[0,r]B[r,k]-A[r,k]B[0,r]\right)}
{\displaystyle =\sum _{r}\left(\;A[-r+k,k]+(r-k){dA \over dJ}[r]\;\right)\left(\;B[0,k-r]+r{dB \over dJ}[r-k]\;\right)-\sum _{r}A[r,k]B[0,r]\,.}
Заменяя переменную суммирования в первой сумме с r на r ' = k — r, матричный элемент становится,
{\displaystyle \sum _{r'}(\;A[r',k]-r'{dA \over dJ}[k-r']\;)\left(\;B[0,r']+(k-r'){dB \over dJ}[r']\;\right)-\sum _{r}A[r,k]B[0,r]\,}
и отсюда видно, что главная (классическая) часть сокращается.
Старшая квантовая часть, если пренебречь произведением производных более высокого порядка в остатке, тогда
{\displaystyle \sum _{r'}\left(\;{dB \over dJ}[r'](k-r')A[r',k]-{dA \over dJ}[k-r']r'B[0,r']\right)}
так что, в итоге
{\displaystyle (AB-BA)[0,k]=\sum _{r'}\left(\;{dB \over dJ}[r']i{dA \over d\theta }[k-r']-{dA \over dJ}[k-r']i{dB \over d\theta }[r']\right)\,}
которую можно отождествить с i умноженной на k-й классическую компоненту Фурье скобки Пуассона.
Первоначальный приём Гейзенберга с дифференцированием в конечном итоге был расширен до полного полуклассического вывода квантового условия в сотрудничестве с Борном и Йорданом. Однажды им удалось установить, что
{\displaystyle {\frac {ih}{2\pi }}\{X,P\}_{\mathrm {PB} }\qquad \qquad \longmapsto \qquad \qquad [X,P]\equiv XP-PX={\frac {ih}{2\pi }}\,} ,
это условие заменило и расширило старое правило квантования, позволяя определять матричные элементы P и X для произвольной системы просто по виду гамильтониана.
Предполагалось, что новое правило квантования универсально верно, хотя вывод из старой квантовой теории требовал квазиклассических рассуждений. (Однако полная квантовая трактовка для более сложных аргументов скобок была оценена в 1940-х годах как расширение скобок Пуассона до скобок Мояля.)

### Векторы состояния и уравнение Гейзенберга
Чтобы осуществить переход к стандартной квантовой механике, наиболее важным дальнейшим дополнением был вектор квантового состояния, который теперь обозначается |ψ⟩ — вектор, на который действуют матрицы. Без вектора состояния неясно, какое именно движение описывают матрицы Гейзенберга, поскольку они где-то включают все движения.
Интерпретация вектора состояния, компоненты которого записываются как ψm, была дана Борном. Эта интерпретация является статистической: результат измерения физической величины, соответствующей матрице A, — это случайная величина со средним значением, равным
{\displaystyle \sum _{mn}\psi _{m}^{*}A_{mn}\psi _{n}~.}
В качестве альтернативы и эквивалентно вектор состояния даёт амплитуду вероятности ψn для квантовой системы находиться в энергетическом состоянии n.
Как только был введён вектор состояния, матричная механика могла быть повёрнута к любому базису, где H матрица больше не должна быть диагональной. Уравнение движения Гейзенберга в его исходной форме утверждает, что Amn эволюционирует во времени подобно компоненте Фурье,
{\displaystyle A_{mn}(t)=e^{i(E_{m}-E_{n})t}A_{mn}(0)~,}
которую можно преобразовать в дифференциальную форму
{\displaystyle {dA_{mn} \over dt}=i(E_{m}-E_{n})A_{mn}~,}
и это можно переформулировать так, чтобы оно было истинным в произвольном базисе, отметив, что H является диагональной с диагональными значениями Em,
{\displaystyle {dA \over dt}=i(HA-AH)~.}
Теперь это матричное уравнение, которое выполняется в любом базисе. Это современная форма уравнения движения Гейзенберга.
Его формальное решение:
{\displaystyle \,A(t)=e^{iHt}A(0)e^{-iHt}~.}
Все эти формы уравнения движения выше говорят об одном и том же, что A(t) эквивалентно A(0) через базисное вращение с помощью унитарной матрицы eiHt, систематическая картина, разъяснённая Дираком в его обозначениях Бра и кет.
И наоборот, поворачивая базис вектора состояния в каждый момент времени на eiHt, можно исключить зависимость матриц от времени. Матрицы теперь не зависят от времени, но вектор состояния вращается,
{\displaystyle |\psi (t)\rangle =e^{-iHt}|\psi (0)\rangle ,\;\;\;\;{d|\psi \rangle  \over dt}=-iH|\psi \rangle ~.}
Это уравнение Шредингера для вектора состояния, и это зависящее от времени изменение базиса равносильно преобразованию в представление Шрёдингера с ⟨x|ψ⟩ = ψ(x).

В квантовой механике в представлении Гейзенберга вектор состояния |ψ⟩ не меняется со временем, а наблюдаемая A удовлетворяет уравнению движения Гейзенберга ,
| {\displaystyle {\frac {dA}{dt}}={i \over \hbar }[H,A]+{\frac {\partial A}{\partial t}}~.} |Дополнительное слагаемое для таких операторов, как
{\displaystyle A=(X+t^{2}P)}
которые имеют явную временную зависимость, в дополнение к временной зависимости от унитарной эволюции.
Представление Гейзенберга не отличает время от пространства, поэтому она лучше подходит для релятивистских теорий, чем уравнение Шрёдингера. Более того, сходство с классической физикой более очевидно: гамильтоновы уравнения движения для классической механики восстанавливаются заменой коммутатора выше скобкой Пуассона (см. также ниже). По теореме Стоуна — фон Неймана представление Гейзенберга и представление Шрёдингера должны быть унитарно эквивалентны, как подробно описано ниже.

## Дальнейшие результаты
Матричная механика быстро превратилась в современную квантовую механику и дала начальные физические результаты по спектрам атомов.

### Волновая механика
Йордан отметил, что коммутационные соотношения гарантируют, что P действует как дифференциальный оператор.
Соотношение для операторов
{\displaystyle [a,bc]=abc-bca=abc-bac+bac-bca=[a,b]c+b[a,c]\,}
позволяет вычислить коммутатор P с любой степенью X, и это означает, что
{\displaystyle [P,X^{n}]=-in~X^{n-1}\,}
что вместе с линейностью означает, что P-коммутатор эффективно дифференцирует любую аналитическую матричную функцию X.

Предполагая, что пределы определены разумно, это распространяется на произвольные функции — но расширение не нужно делать явным, пока не потребуется определённая степень математической строгости,
| {\displaystyle [P,f(X)]=-if'(X)\,.} |Поскольку X — эрмитова матрица, она должна быть диагонализируемой, и из конечного вида P будет ясно, что каждое действительное число может быть собственным значением. Это усложняет математику, поскольку для каждой точки пространства существует отдельный собственный вектор.
В базисе, где X диагонально, произвольное состояние можно записать как суперпозицию состояний с собственными значениями x или
{\displaystyle |\psi \rangle =\int _{x}\psi (x)|x\rangle \,} ,
так что ψ (х) = ⟨х|ψ⟩, а оператор X умножает каждый собственный вектор на x,
{\displaystyle X|\psi \rangle =\int _{x}x\psi (x)|x\rangle ~.}
Определим линейный оператор D, который дифференцирует ψ,
{\displaystyle D\int _{x}\psi (x)|x\rangle =\int _{x}\psi '(x)|x\rangle \,} ,
и обратите внимание, что
{\displaystyle (DX-XD)|\psi \rangle =\int _{x}\left[\left(x\psi (x)\right)'-x\psi '(x)\right]|x\rangle =\int _{x}\psi (x)|x\rangle =|\psi \rangle \,} ,
так что оператор −iD подчиняется тому же коммутационному соотношению, что и P. Таким образом, разность между P и −iD должна коммутировать с X,
{\displaystyle [P+iD,X]=0\,} ,
поэтому его можно одновременно диагонализовать с X: его значение, действующее на любое собственное состояние X, является некоторой функцией f собственного значения x.
Эта функция должна быть вещественной, поскольку и P, и −iD эрмитовы,
{\displaystyle (P+iD)|x\rangle =f(x)|x\rangle \,} ,
поворачивая каждое состояние {\displaystyle |x\rangle } на фау f(x), то есть переопределяя фазу волновой функции:
{\displaystyle \psi (x)\rightarrow e^{-if(x)}\psi (x)\,} .
iD оператор изменяется на величину:
{\displaystyle iD\rightarrow iD+f(X)\,} ,
что означает, что в повёрнутом базисе P равно −iD.
Следовательно, всегда есть базис для собственных значений X, где известно действие P на любую волновую функцию:
{\displaystyle P\int _{x}\psi (x)|x\rangle =\int _{x}-i\psi '(x)|x\rangle \,} ,
и гамильтониан в этом базисе является линейным дифференциальным оператором, действующим на компонентах вектора состояния,
{\displaystyle \left[{P^{2} \over 2m}+V(X)\right]\int _{x}\psi _{x}|x\rangle =\int _{x}\left[-{1 \over 2m}{\partial ^{2} \over \partial x^{2}}+V(x)\right]\psi _{x}|x\rangle }

Таким образом, уравнение движения для вектора состояния есть не что иное, как известное дифференциальное уравнение
| {\displaystyle i{\partial \over \partial t}\psi _{t}(x)=\left[-{1 \over 2m}{\partial ^{2} \over \partial x^{2}}+V(x)\right]\psi _{t}(x)\,.} |Поскольку D — это дифференциальный оператор, для его разумного определения должны существовать собственные значения X, которые заданы в окресности с каждым заданным значением. Это предполагает, что единственная возможность состоит в том, что пространство всех собственных значений X состоит из всех действительных чисел и что P это iD с точностью до поворота фазы .
Чтобы сделать этот вывод строгим, требуется разумное обсуждение предельного пространства функций, и в этом пространстве имеется теорема Стоуна – фон Неймана : любые операторы X и P, которые подчиняются коммутационным соотношениям, могут действовать на пространстве волновых функций, с P оператор дифференцирования. Это означает, что представление Шрёдингера всегда доступно.
Матричная механика естественным образом легко расширяется на несколько степеней свободы. Каждая степень свободы имеет отдельный оператор X и отдельный эффективный дифференциальный оператор P, а волновая функция является функцией всех возможных собственных значений независимых коммутирующих переменных X.
{\displaystyle [X_{i},X_{j}]=0\,}
{\displaystyle [P_{i},P_{j}]=0\,}
{\displaystyle [X_{i},P_{j}]=i\delta _{ij}\,.}
В частности, это означает, что система из N взаимодействующих частиц в 3-х измерениях описывается одним вектором, компоненты которого в базисе, где все X являются диагональными, является функцией в 3N-мерном пространстве, описывающей все их возможные положения, эффективно намного больший набор значений, чем просто набор N трёхмерных волновых функций в одном физическом пространстве. Шрёдингер независимо пришёл к такому же выводу и в конце концов доказал эквивалентность своего собственного формализма формализму Гейзенберга.
Поскольку волновая функция является свойством всей системы, а не какой-либо её части, описание в квантовой механике не является полностью локальным. В описании нескольких квантовых частиц они коррелированы или запутаны. Эта запутанность приводит к важным корреляциям между удалёнными частицами, которые нарушают классическое неравенство Белла.
Даже если частицы могут находиться только в двух координатах, для задания волновой функции для N частиц требуется 2N комплексных чисел, по одному для каждой общей конфигурации координат. Это экспоненциально большое число, поэтому для моделирования квантовой механики на компьютере требуются экспоненциальные ресурсы. И наоборот, это предполагает, что можно найти квантовые системы размера N, которые физически вычисляют ответы на задачи, для решения которых обычно требуется 2N бит классического компьютера. Это наблюдение лежит в основе квантовых вычислений.

### Теорема Эренфеста
Для независимых от времени операторов X и P ∂A/∂t = 0 приведённое выше уравнение Гейзенберга сводится к:
{\displaystyle i\hbar {dA \over dt}=[A,H]=AH-HA} ,
где квадратные скобки [*, *] обозначают коммутатор. Для гамильтониана {\displaystyle p^{2}/2m+V(x)}, операторы X и P удовлетворяют уравнениям:
{\displaystyle {dX \over dt}={P \over m},\quad {dP \over dt}=-\nabla V} ,
где первое — классически скорость, а второе — классически сила или градиент потенциала. Они воспроизводят гамильтоновскую форму законов движения Ньютона. В картине Гейзенберга операторы X и P удовлетворяют классическим уравнениям движения. Вы можете взять математическое ожидание обеих частей уравнения, чтобы увидеть, что в любом состоянии |ψ⟩:
{\displaystyle {\frac {d}{dt}}\langle X\rangle ={\frac {d}{dt}}\langle \psi |X|\psi \rangle ={\frac {1}{m}}\langle \psi |P|\psi \rangle ={\frac {1}{m}}\langle P\rangle }
{\displaystyle {\frac {d}{dt}}\langle P\rangle ={\frac {d}{dt}}\langle \psi |P|\psi \rangle =\langle \psi |(-\nabla V)|\psi \rangle =-\langle \nabla V\rangle \,.}
Таким образом, законам Ньютона точно подчиняются ожидаемые значения операторов в любом заданном состоянии. Это теорема Эренфеста, которая является очевидным следствием уравнений движения Гейзенберга, но менее тривиальна в картине Шрёдингера, где её открыл Эренфест.

### Теория трансформации
В классической механике каноническим преобразованием координат фазового пространства является преобразование, сохраняющее структуру скобок Пуассона. Новые переменные x', p'  связаны друг с другом теми же скобками Пуассона, что и исходные переменные x, p . Эволюция во времени — это каноническое преобразование, поскольку фазовое пространство в любой момент времени — это такой же хороший выбор переменных, как и фазовое пространство в любое другое время.
Гамильтонов поток — это каноническое преобразование вида:
{\displaystyle x\rightarrow x+dx=x+{\partial H \over \partial p}dt}
{\displaystyle p\rightarrow p+dp=p-{\partial H \over \partial x}dt~.}
Поскольку гамильтониан — это произвольная функция x и p, существуют такие бесконечно малые канонические преобразования, соответствующие каждой классической величине G, где G служит гамильтонианом для создания потока точек в фазовом пространстве за приращение времени s,
{\displaystyle dx={\partial G \over \partial p}ds=\{G,X\}ds\,}
{\displaystyle dp=-{\partial G \over \partial x}ds=\{G,P\}ds\,.}
Для общего вида функции A(x, p) в фазовом пространстве её бесконечно малое изменение на каждом шаге ds при этом отображении равно
{\displaystyle dA={\partial A \over \partial x}dx+{\partial A \over \partial p}dp=\{A,G\}ds\,.}
Величина G называется инфинитезимальным генератором канонического преобразования.
В квантовой механике существует аналог G, который является эрмитовой матрицей, а уравнения движения задаются коммутаторами,
{\displaystyle dA=i[G,A]ds\,.}
Бесконечно малые канонические движения можно формально проинтегрировать так же, как были проинтегрированы уравнения движения Гейзенберга:
{\displaystyle A'=U^{\dagger }AU\,}
где U= eiGs s — произвольный параметр.
Таким образом, определение квантового канонического преобразования представляет собой произвольное унитарное изменение базиса в пространстве всех векторов состояния. U — произвольная унитарная матрица, задающая комплексное вращение в фазовом пространстве,
{\displaystyle U^{\dagger }=U^{-1}\,.}
Эти преобразования оставляют сумму квадратов абсолютных значений компонент волновой функции инвариантной, в то время как они переводят состояния, которые кратны друг другу (в том числе состояния, которые умножаются на мнимые числа) в состояния с одинаковыми кратностями.
Интерпретация матриц состоит в том, что они действуют как генераторы движений в пространстве состояний.
Например, создаваемое P движение, можно найти, решив уравнение движения Гейзенберга, используя P в качестве гамильтониана,
{\displaystyle dX=i[X,P]ds=ds\,}
{\displaystyle dP=i[P,P]ds=0\,.}
Это трансляции матрицы X на число, кратное единичной матрице,
{\displaystyle X\rightarrow X+sI~.}
Такова интерпретация оператора производной D : eiPs = eD, экспоненциальный оператор производной является сдвигом (оператор сдвига Лагранжа).
Оператор X также генерирует трансляции в P. Гамильтониан порождает трансляции во времени, угловой момент порождает вращения в физическом пространстве, а оператор X 2 + P 2 порождает вращения в фазовом пространстве.
Когда преобразование, подобное вращению в физическом пространстве, коммутирует с гамильтонианом, это преобразование называется симметрией гамильтониана — гамильтониан, заданный в повернутых координатах, совпадает с исходным гамильтонианом. Это означает, что изменение гамильтониана под действием генератора бесконечно малой симметрии L обращается в нуль,
{\displaystyle {dH \over ds}=i[L,H]=0\,.}
Отсюда следует, что изменение генератора при трансляциивремени также обращается в нуль,
{\displaystyle {dL \over dt}=i[H,L]=0\,}
так что матрица L постоянна во времени, — то есть она сохраняется.
Взаимооднозначное соответствие генераторов бесконечно малой симметрии и законов сохранения была открыта Эмми Нётер для классической механики, где коммутаторами являются скобки Пуассона, но квантово-механические рассуждения идентичны. В квантовой механике любое преобразование унитарной симметрии приводит к закону сохранения, поскольку, если матрица U обладает тем свойством, что
{\displaystyle U^{-1}HU=H\,}
отсюда следует, что
{\displaystyle UH=HU}
и, таким образом, производная по времени от U равна нулю, — она сохраняется.
Собственные значения унитарных матриц представляют собой чистые фазы, так что значение унитарной сохраняющейся величины является комплексным числом единичной величины, а не действительным числом. Другой способ выразить это состоит в том, что унитарная матрица является экспонентой i, умноженной на эрмитову матрицу, так что аддитивно сохраняемая действительная величина, фаза, точно определена только до целого числа, кратного 2π. Только когда унитарная матрица симметрии является частью семейства, сколь угодно близкого к тождественному, сохраняющиеся действительные величины являются однозначными, и тогда требование их сохранения становится гораздо более строгим ограничением.
Симметрии, которые могут быть непрерывно связаны с единичной матрицей, называются непрерывными, а трансляции, повороты и бусты являются примерами таких симметрий. Симметрии, которые не могут быть непрерывно связаны с единичной матрицей, являются дискретными, и примерами являются операция пространственной инверсии или чётности и зарядовое сопряжение.
Интерпретация матриц как генераторов канонических преобразований принадлежит Полю Дираку. Юджин Вигнер показал, что соответствие между симметриями и матрицами является полным, если включить антиунитарные матрицы, описывающие симметрии, включающие обращение времени.

### Правила отбора
Гейзенбергу из физических соображений было ясно, что квадраты абсолютных значений матричных элементов X, которые являются коэффициентами Фурье осцилляций, дадут скорость излучения электромагнитного излучения.
В классическом пределе больших орбит, если заряд с координатой X(t) и зарядом q осциллирует рядом с равным и противоположным зарядом в начале координат, мгновенный дипольный момент равен q X(t), и изменение этого момента во времени преобразуется непосредственно в пространственно-временное изменение векторного потенциала, что даёт источник исходящих сферических волн.
Для атомов длина волны испускаемого света примерно в 10 000 раз больше атомного радиуса, и дипольный момент является единственным вкладом в излучение, в то время как всеми другими деталями распределения атомного заряда можно пренебречь.
Без учёта обратной реакции мощность, излучаемая в каждой исходящей моде, представляет собой сумму отдельных вкладов от квадрата каждой независимой временной моды Фурье d,
{\displaystyle P(\omega )={2 \over 3}{\omega ^{4}}|d_{i}|^{2}~.}
Здесь в представлении Гейзенберга коэффициенты Фурье дипольного момента являются матричными элементами X. Это соответствие позволило Гейзенбергу ввести правило для интенсивностей переходов, доли времени, в течение которого, начиная с начального состояния i, испускается фотон и атом переходит в конечное состояние j,
{\displaystyle P_{ij}={2 \over 3}(E_{i}-E_{j})^{4}|X_{ij}|^{2}\,.}
Затем это позволило статистически интерпретировать величину матричных элементов: они дают интенсивность спектральных линий, вероятность квантовых скачков от испускания дипольного излучения.
Поскольку скорости перехода задаются матричными элементами X, то в тех случаях, когда Xij равен нулю, соответствующий переход должен отсутствовать. Их назвали правилами отбора, которые представляли собой загадку до появления матричной механики.
Произвольное состояние атома водорода без учёта спина обозначается символом |n;ℓ,m ⟩, где значение ℓ является мерой полного орбитального углового момента, а m — его z компонента, определяющая ориентацию орбиты. Компоненты псевдовектора углового момента равны
{\displaystyle L_{i}=\epsilon _{ijk}X^{j}P^{k}\,}
где произведения в этом выражении не зависят от порядка множителей и действительны, потому что разные компоненты X и P коммутируют.
Коммутационные соотношения L со всеми тремя координатными матрицами X, Y, Z (или с любым вектором) легко найти по формуле,
{\displaystyle [L_{i},X_{j}]=i\epsilon _{ijk}X_{k}\,} ,
где оператор L генерирует повороты между тремя компонентами вектора координатных матриц X.
Отсюда можно считать коммутатор Lz и координатные матрицы X, Y, Z,
{\displaystyle [L_{z},X]=iY\,} ,
{\displaystyle [L_{z},Y]=-iX\,} .
Это означает, что величины X + iY, X − iY подчиняются простым правилам коммутации,
{\displaystyle [L_{z},X+iY]=(X+iY)\,} ,
{\displaystyle [L_{z},X-iY]=-(X-iY)\,} .
Как и матричные элементы X + iP и X − iP для гамильтониана гармонического осциллятора, этот закон коммутации подразумевает, что эти операторы имеют только некоторые недиагональные матричные элементы в состояниях с определённым m,
{\displaystyle L_{z}((X+iY)|m\rangle )=(X+iY)L_{z}|m\rangle +(X+iY)|m\rangle =(m+1)(X+iY)|m\rangle \,}
и матрица (X + iY) переводит собственный вектор Lz с собственным значением m в собственный вектор с собственным значением m + 1. Точно так же (X− iY) уменьшает m на одну единицу, в то время как Z не меняет значение m.
Итак, в базисе | ℓ,m ⟩ состояния, где L2 и Lz имеют определённые значения, матричные элементы любой из трёх компонент координат равны нулю, за исключением случаев, когда m одинаково или изменяется на единицу.
Это накладывает ограничение на изменение полного углового момента. Любое состояние можно повернуть так, чтобы его угловой момент был как можно больше в направлении z, где m = ℓ. Матричный элемент координаты, действующей на | ℓ,m ⟩ может давать только значения m, которые больше на единицу, так что если координаты повёрнуты так, что конечное состояние будет | ℓ',ℓ' ⟩, значение ℓ' может быть не более чем на единицу больше, чем наибольшее значение ℓ, встречающееся в начальном состоянии. Таким образом, ℓ' не больше ℓ + 1.
Матричные элементы исчезают при ℓ' > ℓ + 1, а элемент обратной матрицы определяется эрмитовостью, поэтому они исчезают и при ℓ' < ℓ — 1: дипольные переходы запрещены с изменением углового момента более чем на единицу.

### Правила суммирования
Уравнение движения Гейзенберга определяет матричные элементы P в базисе Гейзенберга состоящем из матричных элементов X .
{\displaystyle P_{ij}=m{d \over dt}X_{ij}=im(E_{i}-E_{j})X_{ij}\,} ,
что превращает диагональную часть коммутационного соотношения (след) в правило сумм для величины матричных элементов:
{\displaystyle \sum _{j}P_{ij}x_{ji}-X_{ij}p_{ji}=i\sum _{j}2m(E_{i}-E_{j})|X_{ij}|^{2}=i\,} .
Это даёт соотношение для суммы интенсивностей спектроскопических линий для переходов в любое заданное состояние и из него, хотя, чтобы быть абсолютно правильным, вклады от вероятности радиационного захвата для несвязанных рассеивающих состояний должны быть включены в эту сумму:
{\displaystyle \sum _{j}2m(E_{i}-E_{j})|X_{ij}|^{2}=1\,} .